# Roberto Castillo Guerrero
Roberto Jesús Castillo Guerrero (Santiago, Chile, 5 de enero de 1984) es un exfutbolista chileno que jugaba como delantero, su último club fue Iberia.

## Clubes
| Club                 | País  | Año       |
| -------------------- | ----- | --------- |
| Palestino            | Chile | 2000-2006 |
| Everton              | Chile | 2006      |
| Deportes Antofagasta | Chile | 2007      |
| Deportes La Serena   | Chile | 2008-2009 |
| Deportes Antofagasta | Chile | 2010-2012 |
| San Marcos de Arica  | Chile | 2012      |
| Deportes Concepción  | Chile | 2013-2014 |
| Iberia               | Chile | 2015      |